# Омикрон Возничего
Омикрон Возничего (лат. ο Aurigae), 27 Возничего (лат. 27 Aurigae), HD 38104 — одиночная звезда в созвездии Возничего на расстоянии приблизительно 587 световых лет (около 180 парсеков) от Солнца. Видимая звёздная величина звезды — +5,46m.

## Характеристики
Омикрон Возничего — белая звезда спектрального класса A2VpCr или A1CrEu. Радиус — около 3,45 солнечных, светимость — около 95 солнечных. Эффективная температура — около 8660 К.